# Microregione di Votuporanga
Votuporanga è una microregione dello Stato di San Paolo in Brasile, appartenente alla mesoregione di São José do Rio Preto.

## Comuni
Comprende 9 comuni:
- Álvares Florence
- Américo de Campos
- Cardoso
- Cosmorama
- Parisi
- Pontes Gestal
- Riolândia
- Valentim Gentil
- Votuporanga